# 게임빌 프로야구 시리즈
게임빌 프로야구 시리즈는 2002년부터 2013년까지 게임빌에서 제작한 프로야구 시리즈를 가리킨다. 최근에는 게임빌 프로야구 2020이 나왔으며 게임빌 프로야구도 모바일 야구 게임 중에 하나이다.

## 특징
야구 게임을 구현한 게임답게 야구에 대한 그래픽과 연출을 주로 하였고 초기 단계인 게임빌 2002 프로야구는 단순히 국가대항전만 했으나 2003년을 건너뛴 뒤에 2004년부터 출시된 게임빌 2004 프로야구부턴 게임을 할 수가 있는 야구구단과 마타자와 마투수도 나와 게임의 흥미를 더 했고 게임빌 2005 프로야구에선 주자의 도루기능과 포수의 도루저지기능이 추가되었으며 게임빌 2006 프로야구 에선 투수의 주자견제구기능도 추가되었다. 게임빌 2008 프로야구에선 나만의 리그가 개설이 됐으며 나만의 타자와 나만의 투수를 육성하는 기능도 추가 되었다. 게임빌 2010 프로야구부턴 나만의 리그에 있는 나만의 타자와 투수에서 스킬도 추가되었고 나만의 구단도 나왔으며 나만의 타자, 나만의 투수, 나만의 구단에선 자신이 직접 키우는 타자와 투수를 위한 아이템들과 나만의 구단이 쓰는 홈구장을 업그레이드 할 수가 있는 아이템도 추가 되었고 외인구단 등도 이 때부터 추가되었다. 2013 프로야구에선 나만의 구단에선 나만의 타자는 물론 팀동료들까지 모두 업그레이드를 할 수가 있는 기능까지도 생겼고 게임을 할 때 게임을 해설하는 해설자도 추가되어 게임의 재미를 더 했다. 또한 다른 플레이어끼리 대결까지 가능한 대결모드 추가와 더불어 마타자와 마투수의 능력을 버프로 받는 기능들이 추가되었으며 이후 후속작인 게임빌 2020 프로야구에도 그대로 이어지게 되었다. 게임빌의 유규한 프로야구 게임시리즈 중에선 가장 인기가 있는 야구 게임이 되기에 그만큼 사람들에게 인기도 많은 야구 게임이기도 하다.

## 같이 보기
- 게임빌
- 스포츠 게임